# 久保事件
久保事件（くぼじけん）とは、2000年、鈴鹿国際大学教授久保憲一が部落解放同盟の肝煎りによる三重県人権センターへの批判的発言を理由に教授職を解任された事件。

## 経緯
1999年11月5日、久保が『三重タイムズ』紙上でインタビューを受け、「三重県人権センターを調査されたようですが、どのような問題点がありましたか」との質問に対して
等と返答。これに対し、部落解放同盟三重県連合会が三重県教組を通じ、鈴鹿国際大学の経営母体である学校法人享栄学園に「久保を切れ、さもないと今後生徒に鈴鹿国際大学を受けさせない」と圧力を行使。このため、同大学学長の勝田吉太郎は、同年11月29日、久保を学長室に呼びつけ「大変なことをしてくれたね。問題になっているんだよ。君、部落問題は本当に怖いんだよ。彼らが大学に押しかけてきたらどうするのかね。その時は君に責任をとってもらうしかない。もし君が助けを求めるなら、共産党に助けを求めなければならない」などと難詰。結局、享栄学園は、前述の久保発言を「公的機関である三重県人権センターに対する誹謗ともとられかねない発言などが、学園の名誉と品位を害し、生徒・学生の募集に悪影響を及ぼし、関係諸機関との信頼関係を著しく失墜させるもの」と非難し、2000年1月17日付で久保を教授職から解任すると共に学園本部付事務職員とした。
2000年2月24日、地位保全の仮処分の申立に対する第1回審尋が津地裁で開かれ、教授2人は久保を教授職から解任した判断は正当とする答弁書を提出した。
2001年4月、津地裁は久保の仮処分の申し立てを却下した。

## 民事裁判
2001年6月14日、久保は教授職を不当に解任されて精神的苦痛を受けたとして、享栄学園と教授2人を相手取り、戒告処分などの無効と慰謝料500万円を求める訴訟を津地裁に提訴した。
2004年9月16日、津地裁（内田計一裁判長）は「戒告処分などの理由とされた原告の発言は、学問の自由から尊重されるべきであり、処分の理由はない」として久保に慰謝料200万円の支払いを命じる判決を言い渡した。
2005年11月15日、名古屋高裁は「久保の発言は三重県人権センターに対する誹謗ともとられかねず、戒告処分が事実に基づかないものとはいえない。また、教授の地位も任意の辞職を求めるものであり、不法行為とまではいえない」として一審判決を破棄し、久保の請求を棄却した。
2007年7月13日、最高裁第二小法廷（中川了滋裁判長）は「大学側の処分に合理的理由はなく、懲戒権や業務命令権の濫用」として二審・名古屋高裁判決を破棄、大学側に慰謝料200万円の支払いを命じた。

## 判決確定後
2009年10月27日、津地裁で学園と和解が成立した。和解内容は久保の訴えを認めるもので、学園側は休職命令と解雇を撤回した。また、その期間中の未払い賃金も支払う事になった。和解後、久保は任意の辞職届を提出し、2009年10月31日付けでもって享栄学園を退職した。